# Austrian International 1964
Die Austrian International 1964 als offene internationale Meisterschaften von Österreich im Badminton waren die Erstauflage dieser Turnierserie. Sie wurden in Linz ausgetragen.

## Titelträger
| Disziplin    | Sieger                          |
| ------------ | ------------------------------- |
| Herreneinzel | Franz Beinvogl                  |
| Dameneinzel  | Heidi Menacher                  |
| Herrendoppel | Roger Mills Michael Rawlings    |
| Damendoppel  | Heidi Menacher Edeltraud Hefter |
| Mixed        | Rupert Liebl Heidi Menacher     |